# St. Peter und Paul (Langensendelbach)

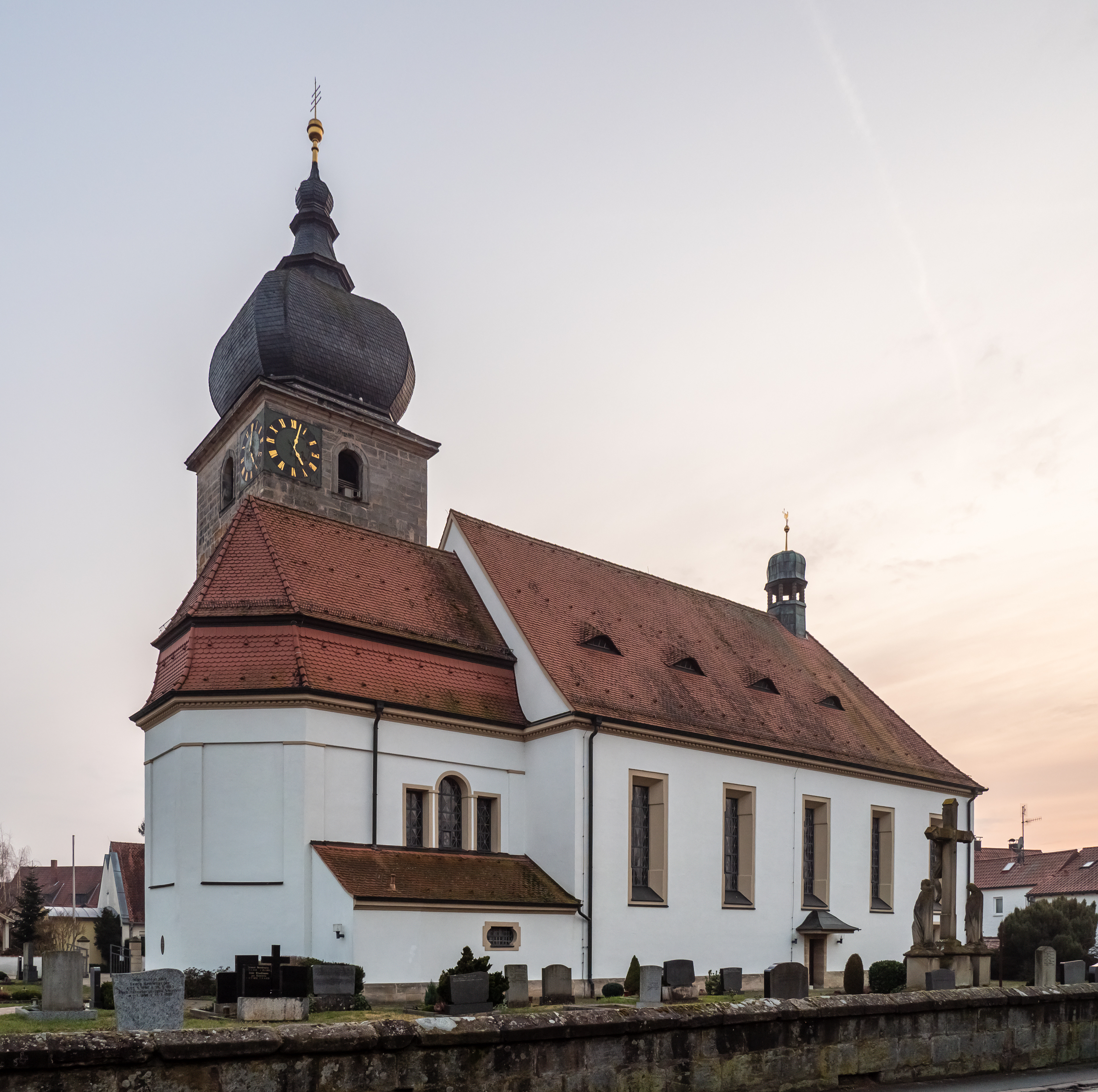
Außenansicht der Pfarrkirche St. Peter und Paul von Nordosten. Im Vordergrund der Jugendstilbau, dahinter der im Kern gotische, später barockisierte Kirchturm.

St. Peter und Paul ist die römisch-katholische Pfarrkirche von Langensendelbach im oberfränkischen Landkreis Forchheim. Sie wurde von 1913 bis 1915 von Michael Kurz im barockisierenden Jugendstil unter Beibehaltung des ehemaligen Chorturms erbaut. Sie gehört zur Pfarrei St. Peter und Paul in Langensendelbach, die dem Dekanat Forchheim des Erzbistums Bamberg angehört. Zur Pfarrei gehören außerdem die beiden Filialkirchen Heilige Familie in Bräuningshof und St. Jakobus in Marloffstein.

## Lage und Umgebung
Die Pfarrkirche St. Peter und Paul liegt am nördlichen Rand des Altortes von Langensendelbach an der Straße nach Effeltrich. Sie ist vom alten Friedhof umgeben, der zurzeit in Auflösung begriffen ist (Stand 2020). Die Kirchhofmauer wurde 1880 aus Sandsteinquadern erbaut. Auf dem südlichen Kirchenvorplatz befindet sich ein Kriegerdenkmal für die im Ersten und Zweiten Weltkrieg gefallenen Bewohner Langensendelbachs.

## Geschichte
Im Jahr 1611 wurde Langensendelbach im Zuge der Gegenreformation zum Pfarrprovisorium erhoben, das zunächst von der Pfarrei St. Michael in Neunkirchen am Brand betreut wurde. Ab 1688 war das Schloss Marloffstein Sitz der Pfarrprovisoren. Seit 1709 ist Langensendelbach eine eigenständige Pfarrei. Das Pfarrhaus, ein massiver zweigeschossiger Walmdachbau, wurde 1711 erbaut.
Die ursprünglich gotische Kirche St. Peter und Paul wurde Mitte des 18. Jahrhunderts barockisiert. Der spätmittelalterliche Turm wurde 1753 um ein Geschoss aufgestockt. Gleichzeitig wurde der gotische Spitzhelm durch eine Zwiebelkuppel ersetzt. Der alte Kirchturm, bis dahin als Chorturm genutzt, blieb beim Abriss der gotischen Kirche bestehen und ist das Wahrzeichen von Langensendelbach. Von 1913 bis 1915 wurde anschließend an den bestehenden Turm und Teile des Langhauses ein neuer Kirchenraum im barockisierenden Jugendstil nach den Plänen von Michael Kurz erbaut. Abgesehen von den Altären und der Kanzel aus der Vorgängerkirche stammt die Inneneinrichtung überwiegend aus den 1910er und 1920er Jahren.

## Beschreibung

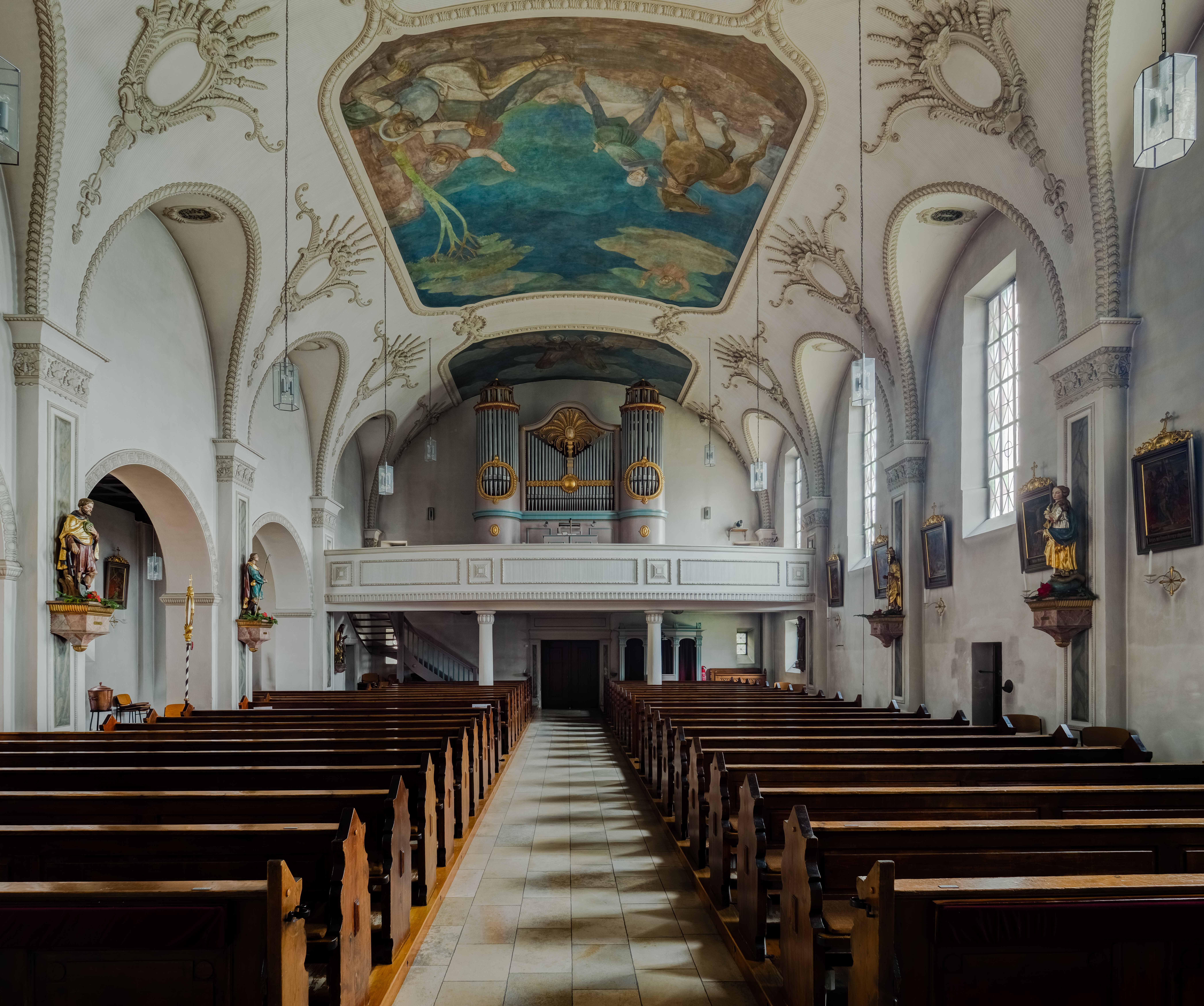
Nördliches Kirchenschiff gegen Westen. Auf dem Deckengemälde im Vordergrund ist das Damaskuserlebnis des Paulus dargestellt.

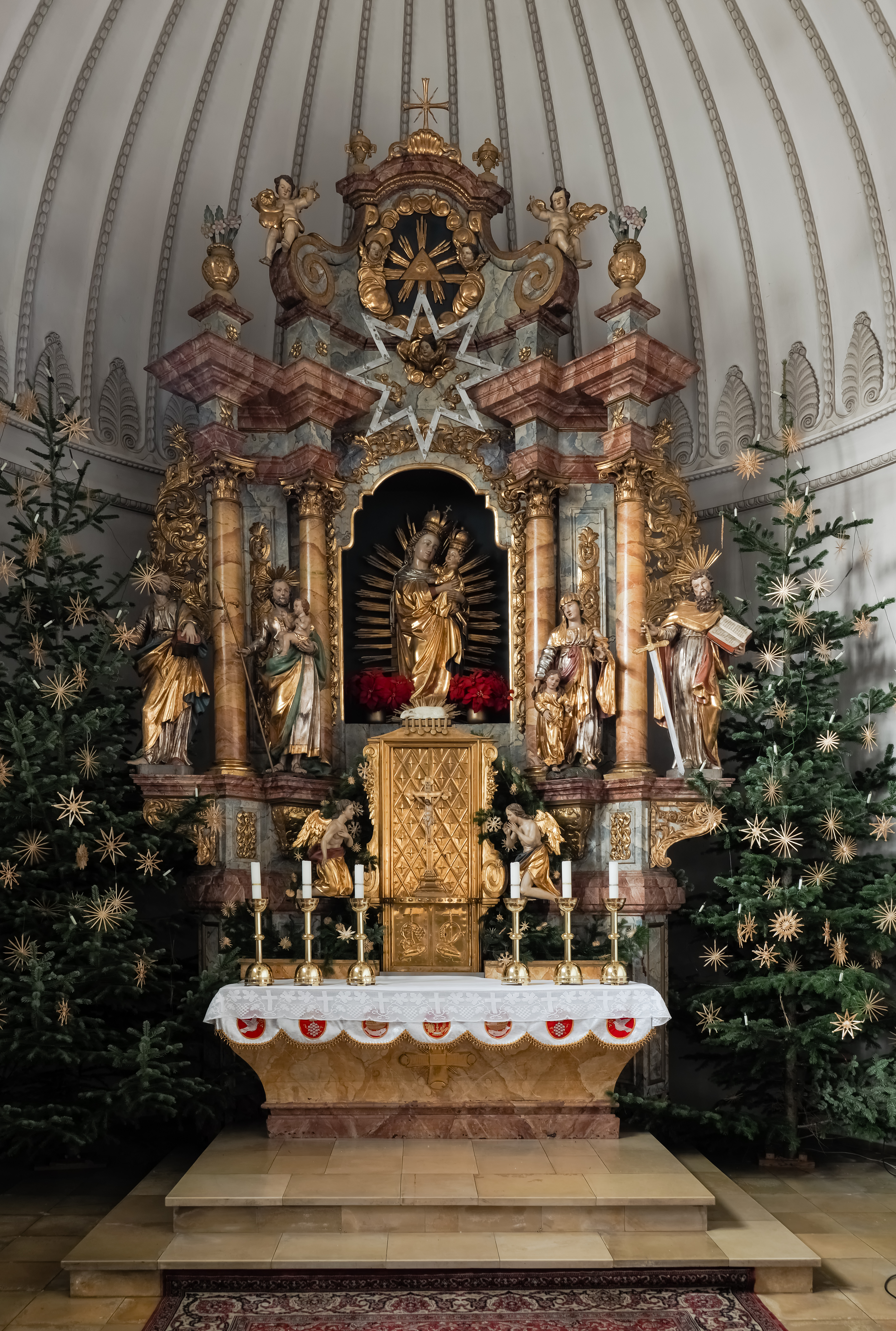
Barocker Hochaltar von 1740

### Architektur
Die massiv wirkende Pfarrkirche umfasst ein zweischiffiges Langhaus mit fünf Fensterachsen unter einem Satteldach und einen Chor mit Schluss in drei Achteckseiten unter einem nur geringfügig niedrigeren Mansardwalmdach. Der Chor steht in der Flucht des nördlichen, neueren Schiffs. Das südliche, um ein Joch kürzere und deutlich schmälere Schiff geht auf den im Kern gotischen, später barockisierten Vorgängerbau zurück. Im Winkel zwischen dem südlichen Schiff und dem Chor befindet sich der vom Vorgängerbau übernommene Turm. Dieser stammt im Kern aus dem Jahr 1433 und wurde 1753 barockisiert. Der Sandsteinquaderbau mit Zwiebelhaube bildet einen starken Kontrast zu den übrigen, verputzten Bauteilen. Südlich am Turm ist eine neugotische Ölbergkapelle angebaut, die auf das Jahr 1890 datiert ist. Der Außenbau wird durch hochrechteckige Fensteröffnungen gegliedert.
Das nördliche Schiff überspannt ein flaches Tonnengewölbe mit Stichkappen, das mit Stuck in floralen Motiven verziert ist. Die Wände gliedern Pilaster. Den Übergang zum südlichen Schiff bilden rundbogige Arkaden. Das südliche Schiff besitzt eine flache hölzerne Kassettendecke, die deutlich niedriger ist als das Gewölbe des Nordschiffs. Den Übergang zum Chorraum vermittelt ein runder Chorbogen. Auch das Altarhaus überwölbt eine Stichkappentonne. Der Chorschluss ist innen als halbrunde Apsis angelegt, die mit Stuckbändern verziert ist. In der westlichen Achse des neuen Kirchenschiffs ist eine Orgelempore mit gerader Brüstung eingezogen.

### Ausstattung
Der barocke Hochaltar wurde im Jahr 1740 von einem Schreiner aus Vilseck errichtet, in den 1920er Jahren vergrößert und dabei behutsam dem großzügigeren Chorraum der neuen Kirche angepasst. Über einer hohen Sockelzone erheben sich vier korinthisierende Rundsäulen, die derart zueinander positioniert sind, dass die konkave Wölbung des Altares augenfällig ist. Die beiden Säulenpaare flankieren die zentrale Nische, in der sich eine Marienfigur mit Jesuskind befindet. Vor den beiden Säulenpaaren stehen auf dem Sockel des Altares Figuren des heiligen Josef mit Jesuskind (links) und der heiligen Mutter Anna mit der jungen Maria (rechts). Auf seitlichen Konsolen, die jeweils von einer Art Volute getragen werden, sind Plastiken der Kirchenpatrone Petrus mit dem Schlüssel (links) und Paulus mit dem Schwert (rechts) platziert. Die Säulen tragen ein profiliertes, weit auskragendes Gebälk, das vom ebenfalls konkav gewölbten Altarauszug überragt wird. Oberhalb der zentralen Nische befindet sich ein achtzackiger Stern, in dessen Mitte ein Engelskopf auf Gewölk zu sehen ist. Darüber befindet sich, umgeben von Gewölk von zwei weiteren Engelsköpfen, ein gleichseitiges Dreieck als Symbol der Heiligen Dreifaltigkeit, das von einem Strahlenkranz hinterfangen ist. Die Auszugsdarstellung begrenzen seitliche, mit Engeln besetzte Voluten; diese flankieren zwei Vasen, die auf separaten Sockeln über der jeweils äußeren Säule auf beiden Seiten des Altares stehen. Den oberen Abschluss bildet ein Segmentbogen mit Kreuz und zwei weiteren Vasen. Vor dem Sockel des Hochaltares befindet sich die Mensa mit einem vergoldeten klassizistischen Tabernakel, der Anfang des 19. Jahrhunderts geschaffen wurde. Auf den Tabernakeltüren befinden sich Ähren (rechts) und Weintrauben (links) als Zeichen für die Eucharistie und jeweils ein Fisch, der auf die Wundersame Brotvermehrung verweist. Darüber ist eine Aussetzungsnische mit einem vergoldeten Kruzifix angeordnet, die von zwei Anbetungsengeln flankiert wird. Den oberen Abschluss des Tabernakels bildet eine reliefartige Darstellung des Lammes Gottes auf dem Buch mit den sieben Siegeln, die mit einem Strahlenkranz hinterlegt ist.
Die beiden als Pendants angelegten Seitenaltäre stammen von demselben Schreiner aus Vilseck, wurden allerdings schon 1738 angefertigt. Wie der Hochaltar haben sie eine konkav gewölbte Form. Den Aufbau tragen jeweils zwei mit Rankwerk verzierte Pilaster. Auf dem weit auskragenden Gebälk sitzen jeweils zwei Putten. Den Altarauszug wird jeweils von seitlichen Voluten eingerahmt. An beiden Seitenaltären sind beidseitig Akanthusschnitzereien angebracht. Am linken Seitenaltar befindet sich eine Herz-Jesu-Figur vor dem Altarblatt, das ein Gemälde des heiligen Johannes Nepomuk zeigt. Der Auszug trägt ein Marienmonogramm. Der rechte Seitenaltar besitzt einen verglasten Schrein, in dem sich eine Figur der Schwarzen Madonna von Altötting mit der örtlichen Brautkrone befindet. Darüber befindet sich das Altarblatt mit einer Darstellung des heiligen Sebastian. Der Auszug trägt ein Jesusmonogramm.
Die Kanzel schuf 1692 der Bildhauer Hans Sauer aus Neunkirchen am Brand. Den Schalldeckel bekrönt eine Figur des heiligen Petrus mit dem umgedrehten Kreuz.
Links der Kanzel befinden sich Statuen der Mutter Gottes und des Papstes Urban. Unter der Empore ist der heilige Bruder Konrad von Altötting zu sehen, südlich der heilige Judas Thaddäus. Die Kreuzwegtafeln wurden 1916 vom Kloster Weißenohe erworben. Aus den 1920er Jahren stammen das Kirchengestühl, die Gedenktafel für Konrad Ruppert sowie die Deckengemälde. Letztere wurden 1929 von dem Münchner Maler Albert Burkart geschaffen. Die Bilder im Kirchenschiff zeigen Paulus vor Damaskus und die Begegnung des Petrus mit dem Auferstandenen.
An der südlichen Außenmauer befinden sich drei Epitaphien, die wohl aus dem 18. Jahrhundert stammen. Zwei davon sind bezeichnet mit „1786“ und „1790“.

### Orgel

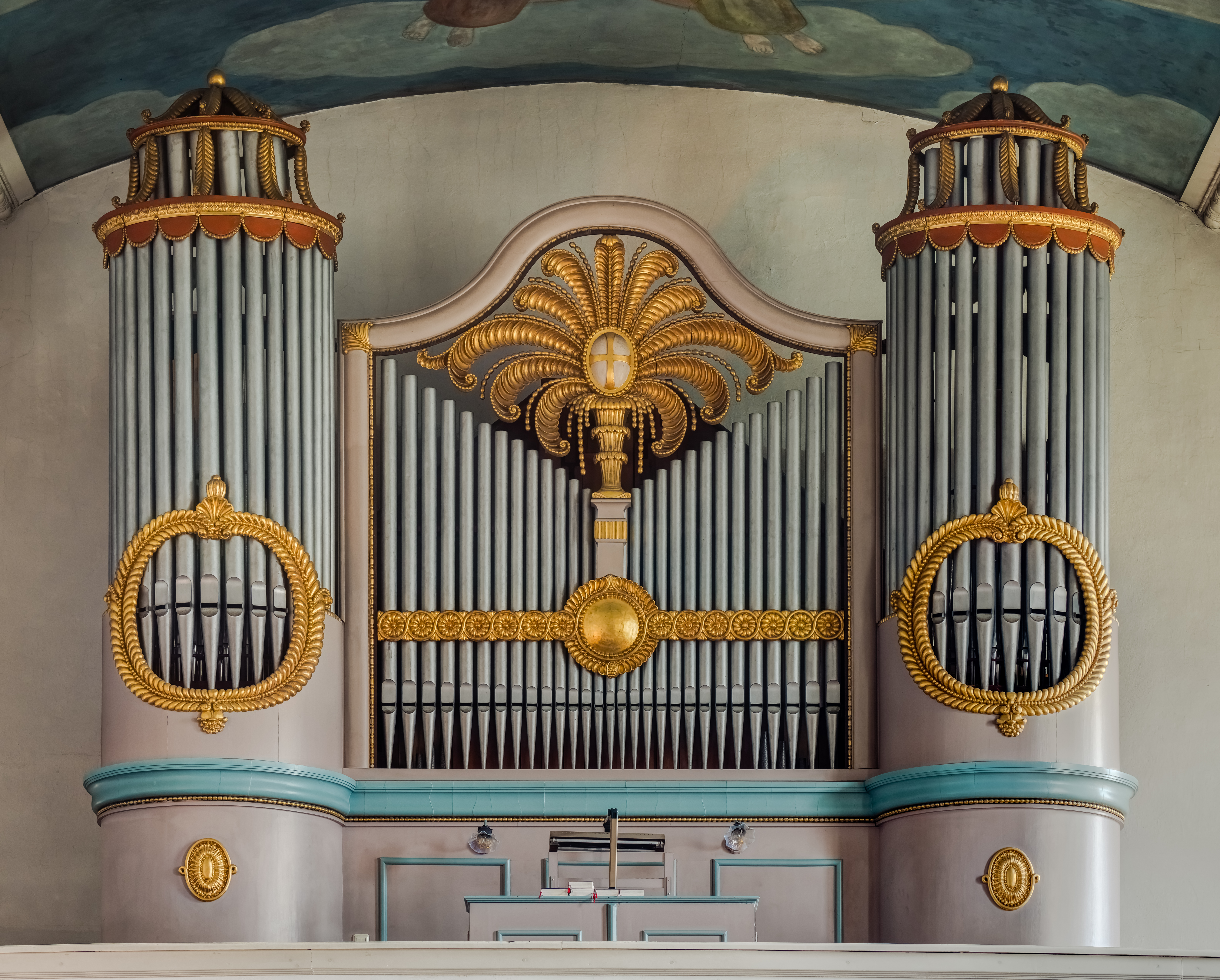
Orgel

Die Orgel wurde 1916 von der Firma G. F. Steinmeyer & Co. aus Oettingen erbaut. Sie umfasste ursprünglich 15 Register auf zwei Manualen und Pedal. Das Instrument ist in einem Jugendstil-Prospekt auf der Westempore untergebracht. Im Jahr 1932 wurde es, wiederum von G. F. Steinmeyer & Co., auf 21 Register erweitert. Zum damaligen Zeitpunkt hatte es pneumatische Spiel- und Registertrakturen. In den 1980er Jahren wurde die Orgel auf elektropneumatische Trakturen umgebaut. Außerdem wurden mehrere Register ausgetauscht bzw. hinzugefügt. Seitdem umfasst das Instrument 24 Register. Im Jahr 2021 wurde der gewachsene Bestand von der Hamburger Firma Rudolf von Beckerath Orgelbau restauriert. Durch eine Verschiebung der Prospektfront um rund einen halben Meter nach vorne wurde außerdem ein großzügiger Stimmgang zwischen Haupt- und Schwellwerk geschaffen. Die Disposition lautet wie folgt:
| I Hauptwerk C–g3 |              |        |
| 1.               | Bordun       | 16′    |
| 2.               | Principal    | 08′    |
| 3.               | Flöte        | 08′    |
| 4.               | Gamba        | 08′    |
| 5.               | Octave       | 04′    |
| 6.               | Quinte       | 02 ⁄3′ |
| 7.               | Superoctave0 | 02′    |
| 8.               | Mixtur V     |        |
| 9.               | Trompete     | 08′    |

| II Schwellwerk C–g3 |              |       |
| 10.                 | Gedackt      | 8′    |
| 11.                 | Salicional   | 8′    |
| 12.                 | Principal    | 4′    |
| 13.                 | Rohrflöte    | 4′    |
| 14.                 | Quintflöte 0 | 2 ⁄3′ |
| 15.                 | Waldflöte    | 2′    |
| 16.                 | Terz         | 1 ⁄3′ |
| 17.                 | Sifflöte     | 1′    |
| 18.                 | Scharf III   |       |

| Pedal C–f1 |                 |     |
| 19.        | Subbass         | 16′ |
| 20.        | Violonbass      | 16′ |
| 21.        | Octavbass       | 08′ |
| 22.        | Choralbass      | 04′ |
| 23.        | Terzmixtur III0 |     |
| 24.        | Posaune         | 16′ |

- Koppeln: II/I, Super I, I/P, II/P
- Spielhilfen: 2 freie Kombinationen, Piano, Mezzoforte, Forte, Tutti, Ab